# فرودگاه بین‌المللی مایدوگوری
فرودگاه بین‌المللی مایدوگوری (به انگلیسی: Maiduguri International Airport) یک فرودگاه همگانی با کد یاتا MIU است که یک باند فرود آسفالت دارد و طول باند آن ۳۰۰۱ متر است. این فرودگاه در کشور نیجریه قرار دارد و در ارتفاع ۳۳۵ متری از سطح دریا واقع شده است.

## شرکت‌های هواپیمایی و مقصدهای پروازی
| شرکت‌های هواپیمایی | مقصدهای پروازی                                             |
| ----------------- | ---------------------------------------------------------- |
| Med-View Airline  | ننامدی آزیکیوه                                             |
| Azman Air         | ننامدی آزیکیوه، مالام آمینو کانو، کادونا، یولا، مرتلا محمد |